# Tom LaGarde

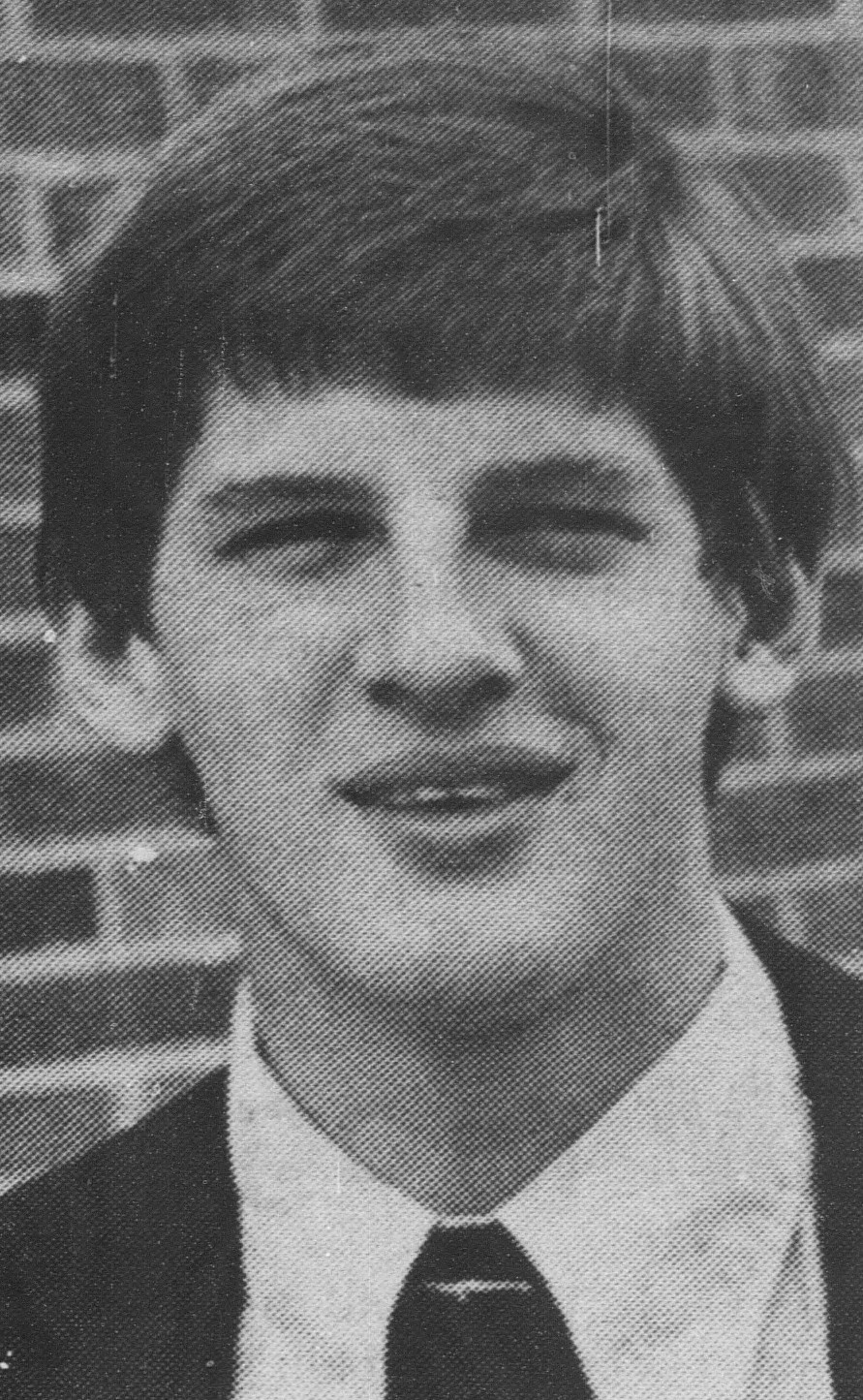

Tom LaGarde, född 10 februari 1955 i Detroit, Michigan, är en amerikansk idrottare som tog OS-guld i basket 1976 i Montréal. Detta var USA:s åttonde guld i herrbasket i olympiska sommarspelen. LaGarde vann NBA med sitt lag Seattle Supersonics 1979.